# Jura de Hegovia
El Jura de Hegovia (Hegaualb) es un paisaje en el sur de Alemania que forma parte del Jura de Suabia y de la Hegovia. Casi el 45% del paisaje está cubierto de bosques, muchos en los bordes del paisaje. La parte central y occidental de este paisaje desagua al Rin, la parte oriental al Danubio.